# Marc Stotz
Marc Alexander Stotz (* 7. August 1988 in Memmingen) ist ein Politiker (Die PARTEI) und ehemaliger deutscher Eishockeyspieler, der zuletzt beim ECDC Memmingen in der Eishockey-Oberliga spielte.

## Karriere
Stotz begann seine Spielerkarriere in der Saison 2004/05 beim ESV Kaufbeuren in Kaufbeuren in der U18-Mannschaft, die an der Jugend-Bundesliga teilnahm. Mit dem Verein stieg er 2009 in die 2. Eishockey-Bundesliga auf. In dieser Liga absolvierte er 35 Spiele in Kaufbeuren, zudem kam er zweimal beim EC Peiting zum Einsatz. Vor der Saison 2010/11 wechselte er zum EV Landsberg, für den er vier Partien bestritt, ehe er im Oktober 2010 vom ECDC Memmingen aus seiner Heimatstadt verpflichtet wurde.
In der Saison 2017/18 wechselte er zum EHC Timmendorfer Strand 06 für 15 Einsätze in die Oberliga Nord, kam jedoch noch während der laufenden Saison zum ECDC zurück und spielte bei diesem bis 2020 in der Oberliga Süd.